# Formatie van Andenne
De Formatie van Andenne is een geologische formatie uit het Carboon in de ondergrond van België. Deze formatie behoort tot de Belgische Steenkoolgroep en bestaat uit een cyclische afwisseling van zandsteen, siltige schalie en steenkool.

## Lithologie
Het Namuriaan kenmerkt zich in België door geleidelijke regressie van de zee. De onderliggende Formatie van Chokier heeft nog een paralische facies, wat betekent dat ze door invloed van de zee om en nabij de kust ontstond. Daarentegen zijn de zanden en kleien van de Formatie van Andenne grotendeels van niet-mariene oorsprong. Steenkool in de formatie komt voor in relatief dunne lagen van 30 tot 75 centimeter. Deze werden gevormd in moerassen. Er zijn ook lagen met wortelresten van planten die laten zien dat het oppervlak begroeid was. De steenkool is in het verleden gewonnen op plekken waar de formatie aan het oppervlak komt of zich niet te diep in de ondergrond bevindt.
De Formatie van Andenne bevat echter ook dunne lagen kalksteen en schalie met goniatietfossielen die een mariene oorsprong hebben. Dit laat zien dat de zee nog regelmatig haar intrede deed en het bekken dan tijdelijk overspoelde.

## Stratigrafie
Meestal ligt de Formatie van Andenne conform maar diachroon over de Formatie van Chokier. Ze ligt altijd onder de Formatie van Châtelet. Het contact tussen de formaties van Andenne en Châtelet valt samen met de overgang van Namuriaan naar Westfaliaan. De formaties van Chokier en Châtelet zijn eveneens onderdeel van de Steenkoolgroep.
Met behulp van goniatieten is de Formatie van Andenne gedateerd in het Namuriaan B en C, wat overeenkomt met het bovenste Serpukhoviaan tot Bashkiriaan. Dit betekent dat de formatie ongeveer 320-315 miljoen jaar oud is.
De dikte van de Formatie van Andenne kan in de synclinoria van Dinant en Namen variëren van 300 tot 800 meter. In het noorden van het Kempens Bekken kan de dikte oplopen tot 1800 meter.